# Бучков, Юлия
Юлия Бучков (дат. Julia Butschkow, 21 декабря 1978) — датская писательница.

## Биография
Дебютировала книгой стихов (1997). Окончила Литературную школу в Копенгагене (2001).

## Произведения
- Lykkekomplex, Facet, 1997 (стихи)
- Så simpelt, Samleren, 1999 (новеллы)
- Sidespor, 2001 (драма, шла на сценах Копенгагена и Мальмё)
- Lunatia, Samleren, 2004 (роман)
- Apropos Opa, Samleren, 2009 (номинация на премию Датского радио за роман)
- Der er ingen bjerge i Danmark, Samleren, 2011 (новеллы)
- Aber dabei, Samleren, 2013 (роман)